# Dana Fox
Dana Fox (Brighton, 18 settembre 1976) è una sceneggiatrice, produttrice cinematografica e attrice statunitense.

## Biografia
Dana Fox il 18 settembre 1976 a Brighton, nella Contea di Monroe. Si è laureata nel 1998 all'Università di Stanfordc on una laurea in inglese e storia dell'arte. Successivamente, ha frequentato la University of Southern California, dove ha preso parte al Peter Stark Producing Program della USC School of Cinematic Arts e si è laureata nel 2000.  Inizialmente con l'intenzione di diventare produttrice cinematografica, ha iniziato la sua carriera lavorando come assistente degli sceneggiatori Alfred Gough e Miles Millar, mentre stavano ideando la serie televisiva Smallville, e, in seguito, per lo sceneggiatore e regista John August. Nel 2005 ha scritto la sua prima sceneggiatura per il film The Wedding Date - L'amore ha il suo prezzo di Clare Kilner. Successivamente, ha lavorato alla sceneggiatura di Notte brava a Las Vegas e alla riscrittura di 27 volte in bianco e Innocenti bugie. Nel 2012 ha creato la serie Ben and Kate. Nel 2024 ha scritto insieme a Winnie Holzman il film Wicked, diretto da Jon M. Chu. Grazie a quest'ultimo lavoro, è stata candidata al Critics' Choice Award per la miglior sceneggiatura non originale.

## Filmografia

### Sceneggiatrice

#### Cinema
- The Wedding Date - L'amore ha il suo prezzo (The Wedding Date), regia di Clare Kilner (2005)
- Notte brava a Las Vegas (What Happens in Vegas), regia di Tom Vaughan (2008)
- L'isola delle coppie (Couples Retreat), regia di Peter Billingsley (2009)
- Single ma non troppo (How to Be Single), regia di Christian Ditter (2016)
- Non è romantico? (Isn't It Romantic), regia di Todd Strauss-Schulson (2019)
- Crudelia (Cruella), regia di Craig Gillespie (2021)
- The Lost City, regia di Aaron e Adam Nee (2022)
- Wicked, regia di Jon M. Chu (2024)
- Wicked - Parte 2 (Wicked: For Good), regia di Jon M. Chu (2025)

#### Televisione
- Childrens Hospital - serie TV, episodio 2x10 (2010)
- Ben and Kate - serie TV, 16 episodi (2012-2013)
- Home Before Dark - serie TV, 20 episodi (2020-2021)

### Produttrice

#### Cinema
- L'isola delle coppie (Couples Retreat), regia di Peter Billingsley (2009)
- Fuga in tacchi a spillo (Hot Pursuit), regia di Anne Fletcher (2015)
- Single ma non troppo (How to Be Single), regia di Christian Ditter (2016)
- The Lost City, regia di Aaron e Adam Nee (2022)
- Sognando Marte (Moonshot), regia di Christopher Winterbauer (2022)
- Wicked, regia di Jon M. Chu (2024)

#### Televisione
- New Girl - serie TV, 16 episodi (2011-2012)
- Ben and Kate - serie TV, 16 episodi (2012-2013)
- Home Before Dark - serie TV, 20 episodi (2020-2021)

### Attrice
- L'isola delle coppie (Couples Retreat), regia di Peter Billingsley (2009)
- Single ma non troppo (How to Be Single), regia di Christian Ditter (2016)

## Riconoscimenti
- Critics' Choice Awards
  - 2024 - Candidatura alla migliore sceneggiatura non originale per Wicked